# Aphrodisium convexicolle
Aphrodisium convexicolle là một loài bọ cánh cứng trong họ Cerambycidae.